# Freddy Ñáñez
Freddy Alfred Nazareth Ñáñez Contreras (Petare, estado Miranda; 15 de abril de 1976) es un político, cantante y poeta venezolano. Actualmente es el ministro del Poder Popular para la Comunicación e Información y Vicepresidente Sectorial de Comunicación, Cultura y Turismo, nombrado el 4 de septiembre de 2020 y 20 de octubre del mismo año respectivamente, reemplazando a Jorge Rodríguez.
También es presidente de VTV, canal de televisión estatal de Venezuela y se ha desempeñado como ministro del Poder Popular para la Cultura de Venezuela de 2016 a 2017.

## Biografía
Ñáñez nació en el sector de Petare. Es licenciado en filosofía y licenciado en Comunicación Social por la Pontificia Universidad Católica Santa Rosa.
Llega a la escena política en 2010 como presidente de la Fundación para la Cultura y las Artes (Fundarte).  Durante su gestión funda el Premio de Literatura Stefanía Mosca, La Feria del Libro de Caracas y otros Festivales de gran envergadura como el Suena Caracas, también reedita el Festival Internacional de Teatro.
El 6 de enero del 2016, fue designado por el presidente Nicolás Maduro como el nuevo ministro para la Cultura de Venezuela. En noviembre de 2017, fue asignado como presidente de Venezolana de Televisión (VTV).

## Obras publicadas
- Todos los instantes (Nadie Nos Edita Editores, 2000)
- Un millón de pájaros muertos (El Árbol Editores, 2003)
- Los hombres que vienen de morir, 2004
- Fuego donde dice paraíso, 2004
- Postal de sequía, 2009. (El perro y la Rana)
- Sombra bajo tierra,  2010. (Monteávila Editores)
- Del diario hastío, 2015. (edición del autor)
- Viraje, 2017 (Acirema)
- Pequeña Tierra, 2019 (La Castalia)
- En otra tierra, 2022 (Dirección de Cultura del Gobierno del Estado Tachira, República Bolivariana de Venezuela.

## Reconocimientos
- Premio Nacional Certamen Mayor de las Artes y las Letras, 2004
- Bienal Juan Beroes, 2005
- Premio Nacional de Teatro de Muñecos, con su grupo de Títeres Kinimarí, 2005
- Bienal Ramos Sucre, 2009.[2]